# Comuna Bolotnîțea, Narodîci
Bolotnîțea (în ucraineană Болотницька сільська рада) este o comună în raionul Narodîci, regiunea Jîtomîr, Ucraina, formată din satele Bolotnîțea (reședința) și Cervone.

## Demografie
Componența lingvistică a comunei Bolotnîțea
     Ucraineană (95,61%)
     Română (2,92%)
     Rusă (1,17%)
     Alte limbi (0,29%)
Conform recensământului din 2001, majoritatea populației comunei Bolotnîțea era vorbitoare de ucraineană (95,61%), existând în minoritate și vorbitori de română (2,92%) și rusă (1,17%).